# Hart Bochner
Hart Matthew Bochner (ur. 3 października 1956 w Toronto) – kanadyjski aktor filmowy i telewizyjny, scenarzysta, reżyser i producent filmowy.

## Życiorys

### Wczesne lata
Urodził się w Toronto w prowincji Ontario w żydowskiej rodzinie jako syn Ruth (z domu Roher), koncertującej pianistki, i aktora Lloyda Bochnera (ur. 29 lipca 1924, zm. 29 października 2005), znanego m.in. z roli Cecila Colby w operze mydlanej ABC Dynastia (Dynasty, 1981-82). Dorastał wraz z bratem Paulem i siostrą Johanną Courtleigh.
W 1976 roku studiował archeologię w Merton College przy Uniwersytecie Oksfordzkim w Oksfordzie. W 1978 ukończył studia na wydziale literatury angielskiej Uniwersytetu Kalifornijskiego przy San Diego w La Jolla w Kalifornii.

### Kariera
Swoją karierę aktorską zapoczątkował udziałem w adaptacji powieści Ernesta Hemingwaya Wyspy w potoku (Islands in the Stream, 1977) oraz komediodramacie sportowym Uciekać (Breaking Away, 1979) u boku Dennisa Quaida. Potem trafił na szklany ekran w teledramacie Warner Bros. Haywire (1980) z Lee Remick i Lindą Gray. Stał się rozpoznawalny po roli ufnego i lojalnego Arona Traska, syna szlachetnego Adama i pozbawionej uczuć Kate Ames w telewizyjnej ekranizacji powieści Johna Steinbecka ABC Na wschód od Edenu (East of Eden, 1981) oraz jako Byron Henry w kontynuacji miniserialu ABC Wojna i pamięć (War and Remembrance, 1988).
Na dużym ekranie można go było dostrzec w horrorze Terror w pociągu (Terror Train, 1980) z Jamie Lee Curtis i Davidem Copperfieldem, dramacie Bogate i sławne (Rich and Famous, 1981) z Jacqueline Bisset, Candice Bergen i Meg Ryan, filmie fantasy Supergirl (1984) z Faye Dunaway i Peterem O’Toole, komediodramacie Dzikie życie (The Wild Life, 1984) z Chrisem Pennem, komedii romantycznej sci-fi Mężczyzna idealny (Making Mr. Right, 1987) u boku Johna Malkovicha, filmie sensacyjnym Szklana pułapka (Die Hard, 1988) u boku Bruce’a Willisa, thrillerze Apartament zero (1988) z Colinem Firthem, komedii fantasy Pan Przeznaczenie (Mr. Destiny, 1990) z Jamesem Belushi, Lindą Hamilton i Rene Russo, westernie grozy Szał przy Księżycu (Mad at the Moon, 1992) z Daphne Zunigą, dramacie Johna Schlesingera Niewinni (The Innocent, 1993) z Anthonym Hopkinsem i Isabella Rossellini, melodramacie komediowym Warrena Beatty Bulworth (1998), dramacie Rozstanie (Break Up, 1998) z Bridget Fondą i Kieferem Sutherlandem, komediodramacie Wszędzie byle nie tu (Anywhere But Here, 1999) z Susan Sarandon i Natalie Portman, komedii romantycznej Sekrety miłości (Speaking of Sex, 2001) z Jamesem Spaderem, thrillerze Nie mów nic (Say nothing, 2001) z Nastassją Kinski i Williamem Baldwinem oraz thrillerze W zasięgu strzału (Liberty Stands Still, 2002) u boku Wesleya Snipesa.
Był związany z Pamelą Sue Martin i Sharon Stone.

## Filmografia

### Filmy fabularne
| Rok  | Tytuł                                                      | Rola                                        | Reżyser                   |
| ---- | ---------------------------------------------------------- | ------------------------------------------- | ------------------------- |
| 1977 | Wyspy na Golfsztromie (Islands in the Stream)              | Tom                                         | Franklin J. Schaffner     |
| 1979 | Uciekać (Breaking Away)                                    | Rod                                         | Peter Yates               |
| 1980 | Terror w pociągu (Terror Train)                            | Doc                                         | Roger Spottiswoode        |
| 1981 | Bogate i sławne (Rich and Famous)                          | Christopher „Chris” Adams                   | George Cukor              |
| 1984 | Supergirl                                                  | Ethan                                       | Jeannot Szwarc            |
| 1984 | Dzikie życie (The Wild Life)                               | David Curtiss                               | Art Linson                |
| 1987 | Mężczyzna idealny (Making Mr. Right)                       | Don                                         | Susan Seidelman           |
| 1988 | Szklana pułapka (Die Hard)                                 | Harry Ellis                                 | John McTiernan            |
| 1988 | Apartment Zero                                             | Jack Carney                                 | Martin Donovan            |
| 1990 | Pan Przeznaczenie (Mr. Destiny)                            | Niles Pender                                | James Orr                 |
| 1992 | Szał przy Księżycu (Mad at the Moon)                       | Miller Brown                                | Martin Donovan            |
| 1993 | Niewinni (The Innocent)                                    | Russell                                     | John Schlesinger          |
| 1993 | Batman: Maska Batmana (Batman: Mask of the Phantasm)       | Arthur Reeves (głos)                        | Bruce Timm, Eric Radomski |
| 1998 | Senator Bulworth (Bulworth)                                | Hugh Waldron, oponent polityczny Bulworth'a | Warren Beatty             |
| 1998 | Rozstanie (Break Up)                                       | Frankie Dade                                | Paul Marcus               |
| 1999 | Wszędzie byle nie tu (Anywhere But Here)                   | Josh Spritzer                               | Wayne Wang                |
| 2000 | Ulice strachu: Ostatnia odsłona (Urban Legends: Final Cut) | profesor Solomon                            | John Ottman               |
| 2001 | Sekrety miłości (Speaking of Sex)                          | Felix                                       | John McNaughton           |
| 2001 | Nie mów nic (Say Nothing)                                  | Matt                                        | Allan Moyle               |
| 2002 | W zasięgu strzału (Liberty Stands Still)                   | Hank Wilford                                | Kari Skogland             |
| 2002 | Project Redlight (film krótkometrażowy)                    | Narrator                                    | Yoni Berkovits            |
| 2009 | Amerykańskie ciacho (Spread)                               | Will                                        | David Mackenzie           |
| 2009 | Company Retreat                                            | Lonny                                       | Campbell Scott            |
| 2013 | Carrie                                                     | Pan Hargensen                               | Kimberly Peirce           |
| 2016 | Zasady nie obowiązują (Rules Don’t Apply)                  | pułkownik Willis                            | Warren Beatty             |

### Produkcje TV
| Rok       | Tytuł                                                   | Rola                   | Informacje                                     |
| --------- | ------------------------------------------------------- | ---------------------- | ---------------------------------------------- |
| 1980      | Haywire                                                 | William „Bill” Hayward | film TV                                        |
| 1981      | Na wschód od Edenu (East of Eden)                       | Aron Trask             | miniserial; 3 odcinki                          |
| 1982      | Podwójne szczęście (Having It All)                      | Jess Enright           | film TV                                        |
| 1982      | Callahan                                                | Callahan               | film TV                                        |
| 1984      | Słońce też wschodzi (The Sun Also Rises)                | Jake Barnes            | miniserial                                     |
| 1988–1989 | Wojna i pamięć (War and Remembrance)                    | Byron Henry            | miniserial; 12 odcinków                        |
| 1990      | Teach 109                                               | dr Bonner              | film krótkometrażowy TV                        |
| 1991      | Odpowie ci morze (And the Sea Will Tell)                | Buck Walker            | film TV                                        |
| 1991      | Screen Two                                              | Clifford Byrne         | odc.: „Fellow Traveller”                       |
| 1993      | Osiedle strachu (Complex of Fear)                       | Ray Dolan              | film TV                                        |
| 1993      | Legenda księcia Valianta (The Legend of Prince Valiant) | Roland                 | odc.: „The Shadows of Destiny”                 |
| 1995      | Dzieci prerii (Children of the Dust)                    | Shelby Hornbeck        | film TV                                        |
| 2001      | Nocne wizje (Night Visions)                             | Jack                   | odc.: „Now He's Coming Up the Stairs/Used Car” |
| 2001      | Silicon Follies                                         |                        | film TV                                        |
| 2003      | Jordan w akcji (Crossing Jordan)                        | dr Ben Hothorne        | odc.: „Ockham's Razor”                         |
| 2003      | Once Around the Park                                    | Nick Wingfield         | film TV                                        |
| 2004      | Dziecko na sprzedaż (Baby for Sale)                     | Steve Johnson          | film TV                                        |
| 2005      | The Inside                                              | Cole Brandt            | odc.: „Old Wounds”                             |
| 2008      | The Starter Wife                                        | Zach McNeill           | 10 odcinków                                    |
| 2012      | Skrupuły (Scruples)                                     | Ellis Ikehorn          | film TV                                        |
| 2012      | Uczciwy przekręt (Leverage)                             | Frank Madigan          | odc.: „The Corkscrew Job”                      |
| 2013      | Chirurdzy (Grey’s Anatomy)                              | Julian Crest           | odc.: „This Is Why We Fight”                   |
| 2013      | Franklin & Bash                                         | Patrick Fitzgerald     | odc.: „Shoot to Thrill”                        |
| 2014      | Feed Me                                                 | Will                   | pilot serialu                                  |
| 2015      | Scandal                                                 | major Verrano          | odc.: „I’m Just a Bill”                        |
| 2015      | Bananowy doktor (Royal Pains)                           | Bruce Beeman           | odc.: „Lending a Shoulder”                     |
| 2017      | Zabójcze umysły (Criminal Minds)                        | Sam Bower              | odc.: „Unforgettable”                          |
| 2019      | Too Old to Die Young                                    | porucznik              |                                                |